# ジャン川
座標: 北緯17度45分25秒 東経106度25分10秒 / 北緯17.75694度 東経106.41944度

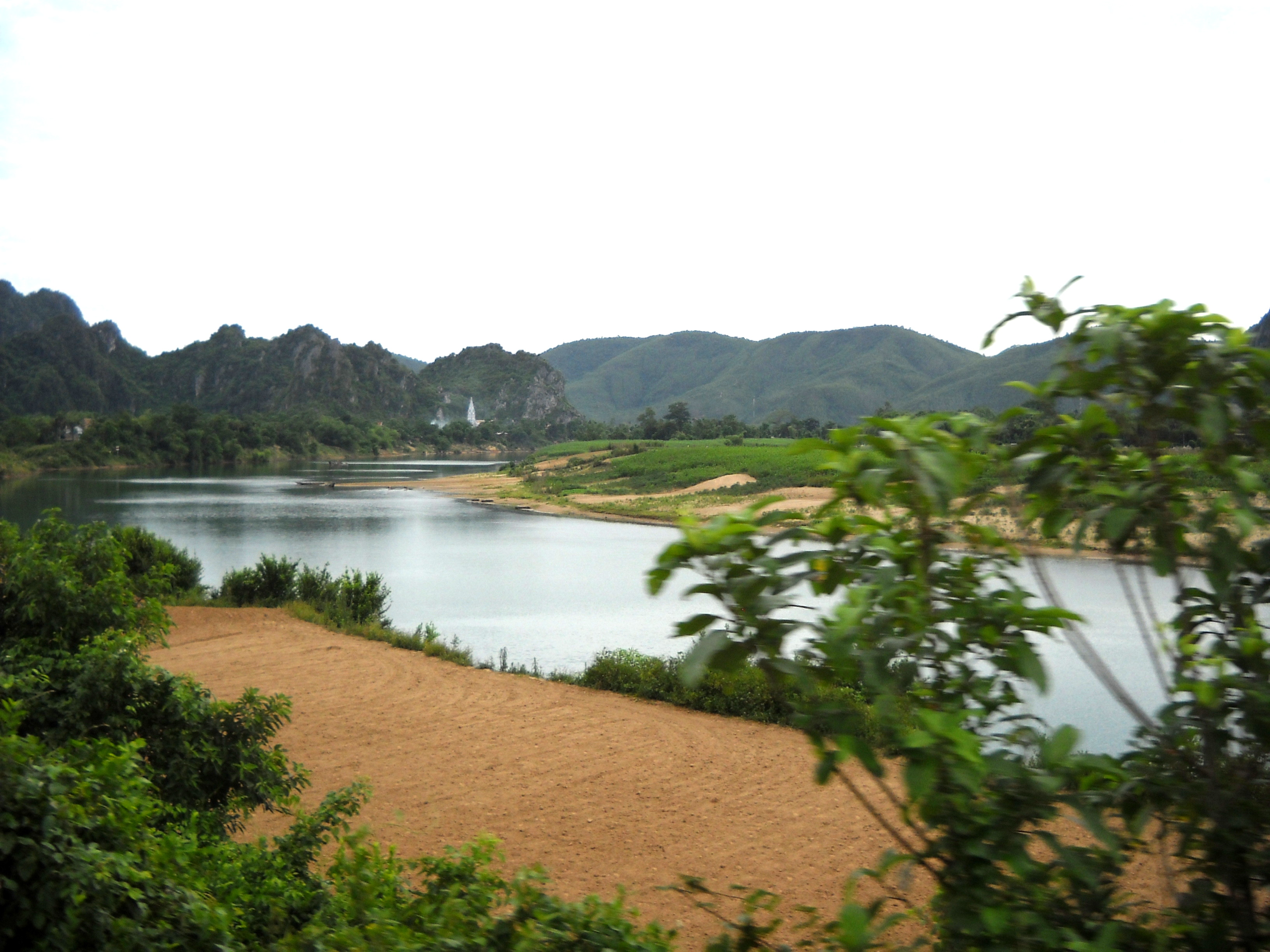
ジャン川

ジャン川（ベトナム語: Sông Gianh ）は、ベトナムの北中部沿岸のクアンビン省（BắcTrungBộ）にある河川である。全長は268キロメートル。古称は𤅷江（ベトナム語：Linh Giang / 𤅷江）。
17世紀の鄭阮紛争の後のベトナムの分裂期では、南北両勢力の境界となった。
1954年から1975年まで続いた北ベトナムと南ベトナムの境界線となった北緯17度線はこの川のすぐ南を通っていた。当時の境界線上にはクアンチ省のベンハイ川が位置していた。